# No Heart
No Heart è un singolo del rapper statunitense 21 Savage e del produttore discografico statunitense Metro Boomin, pubblicato il 19 ottobre 2016 per l'etichetta discografica Epic Records. Il brano fa da secondo singolo promozionale per l'EP collaborativo Savage Mode.

## Antefatti e pubblicazione
Il brano fu originariamente pubblicato il 15 luglio 2016. Metro Boomin alluse alla traccia sul suo profilo Twitter una settimana prima dell'uscita ufficiale di Savage Mode. Fu poi pubblicato come singolo il 19 ottobre 2016 seguente.

## Video
Il videoclip ufficiale del singolo fu pubblicato il 18 ottobre 2016 sul profilo YouTube di 21 Savage. Nel video viene citata una scena del film Nella giungla di cemento.

## Tracce
1. No Heart – 3:55 (testo: Shayaa Joseph, Leland Wayne, Joshua Luellen, Kevin Gomringer, Tim Gomringer – musica: Metro Boomin, Southside, Cubeatz)

## Classifiche
| Classifica (2016–2017)    | Posizione massima |
| ------------------------- | ----------------- |
| Canada                    | 79                |
| Stati Uniti               | 43                |
| Stati Uniti (R&B/Hip-Hop) | 17                |